# Cabinda (grad)
Cabinda ili Tchiowa je grad i luka u istoimenoj angolskoj eksklavi u Demokratskoj Republici Kongo. Ujedno je glavni grad samoproglašene Republike Kabinde, Pokreta za oslobođenje enklave Cabinde (Frente para a Libertação do Enclave de Cabinda - FLEC), koji ne priznaje suverenitet Angole nad područjem. Područje je ipak de facto pod kontrolom Angole.
Grad leži na obali Atlantskog oceana, 20 km sjeverno od granice s Demokratskom Republikom Kongo te 60 km sjeverno od kongoansko-angolske granice. Osnovali su ga Portugalci kao luku za trgovinu robljem. Danas je gospodarstvo zasnovano na eksploataciji nafte iz podmorskih nalazišta u blizini obale.
Prema procjeni iz 2010. Cabinda je imala 399.427 stanovnika.